# Pisa Sporting Club 1979-1980
Questa voce raccoglie le informazioni riguardanti il Pisa Sporting Club nelle competizioni ufficiali della stagione 1979-1980.

## Stagione
Dopo la promozione dalla Serie C1 della stagione precedente, nella sua prima stagione in Serie B il patron Romeo Anconetani conferma inizialmente in panchina Pier Luigi Meciani, salvo sollevarlo già a fine ottobre per sostituirlo con Sergio Carpanesi e successivamente dopo la sconfitta (1-0) di Lecce, a metà gennaio con Giuseppe Chiappella, guadagnandosi l'appellativo di mangia allenatori. La stagione cadetta inizia male e la formazione nerazzurra non riesce ad andare a segno in nessuna delle prime quattro giornate; nel corso dell'annata la squadra riesce comunque a restare a galla, e riesce a conquistare la salvezza proprio all'ultima giornata, battendo (1-0) la Sambenedettese con un goal di Aldo Cantarutti.
Ottiene 36 punti, 2 sopra la zona retrocessione, disponendo di una discreta difesa che subisce 24 reti, ma anche di un attacco evanescente che segna col contagocce, 25 reti in 38 partite. Salgono in Serie A il Como, la Pistoiese ed il Brescia, retrocedono in Serie C1 la Sambenedettese, la Ternana, il Parma ed il Matera.
Nella Coppa Italia il Pisa disputa prima del campionato, il sesto girone di qualificazione restando a zero punti in quattro gare, raggruppamento che promuove il Milan ai Quarti di finale della manifestazione.

## Organigramma societario
Area direttiva
- Amministratore unico: Romeo Anconetani
- Segretario: Leandro Sbrana

Area tecnica
- Allenatore: Pier Luigi Meciani, poi Sergio Carpanesi, poi Giuseppe Chiappella
- Allenatore in seconda: Noris Schamous

Area medica
- Preparatore atletico: prof. Luciano Meciani
- Medico sociale: dott. Sergio Scarselli
- Massaggiatore: Luciano Pistelli

## Rosa
| N. |                   | Ruolo | Calciatore         |
| -- | ----------------- | ----- | ------------------ |
|    | Italia (bandiera) | P     | Alessandro Mannini |
|    | Italia (bandiera) | P     | Walter Ciappi      |
|    | Italia (bandiera) | D     | Federico Rossi     |
|    | Italia (bandiera) | D     | Arturo Vianello    |
|    | Italia (bandiera) | D     | Renzo Contratto    |
|    | Italia (bandiera) | D     | Renato Miele       |
|    | Italia (bandiera) | D     | Alfredo Savoldi    |
|    | Italia (bandiera) | D     | Fabrizio Rapalini  |
|    | Italia (bandiera) | C     | Vito Graziani      |

| N. |                   | Ruolo | Calciatore             |
| -- | ----------------- | ----- | ---------------------- |
|    | Italia (bandiera) | C     | Odoacre Chierico       |
|    | Italia (bandiera) | C     | Enrico Cannata         |
|    | Italia (bandiera) | C     | Roberto Bergamaschi    |
|    | Italia (bandiera) | C     | Siro D'Alessandro      |
|    | Italia (bandiera) | C     | Giorgio Barbana (cap.) |
|    | Italia (bandiera) | A     | Aldo Cantarutti        |
|    | Italia (bandiera) | A     | Fortunato Loddi        |
|    | Italia (bandiera) | A     | Claudio Di Prete       |
|    | Italia (bandiera) | A     | Tiziano Quarella       |

## Risultati

### Serie B

#### Girone di andata
| Pisa 16 settembre 1979 1ª giornata | Pisa             | 0 – 0 | SPAL | Stadio Arena Garibaldi\| Arbitro: \| Castaldi (Vasto) \| |
| Arbitro:                           | Castaldi (Vasto) |       |      |                                                          |

| Arbitro: | Mascia (Milano) |

|                                 |           |  |
| Vianello 69’ (aut.) Vignola 88’ | Marcatori |  |

| Pisa 30 settembre 1979 3ª giornata | Pisa             | 0 – 0 | Pistoiese | Stadio Arena Garibaldi\| Arbitro: \| Ballerini (Pisa) \| |
| Arbitro:                           | Ballerini (Pisa) |       |           |                                                          |

| Genova 7 ottobre 1979 4ª giornata | Sampdoria         | 0 – 0 | Pisa | Stadio Luigi Ferraris\| Arbitro: \| Savalli (Trapani) \| |
| Arbitro:                          | Savalli (Trapani) |       |      |                                                          |

| Arbitro: | Vitali (Bologna) |

|                |           |                 |
| Cantarutti 90’ | Marcatori | 28’ Passalacqua |

| Como 21 ottobre 1979 6ª giornata | Como            | 0 – 0 | Pisa | Stadio Giuseppe Sinigaglia\| Arbitro: \| Milan (Treviso) \| |
| Arbitro:                         | Milan (Treviso) |       |      |                                                             |

| Arbitro: | Terpin (Trieste) |

|  |           |              |
|  | Marcatori | 49’ Raimondi |

| Arbitro: | Prati (Parma) |

|                                    |           |  |
| Sanguin 36’ Zanone 55’ (rig.), 64’ | Marcatori |  |

| Arbitro: | Pieri (Genova) |

|                                              |           |  |
| Stanzione 5’ (aut.) Di Prete 15’ Barbana 63’ | Marcatori |  |

| Arbitro: | Benedetti (Roma) |

|                                |           |  |
| Bergamaschi 73’ Cantarutti 90’ | Marcatori |  |

| Arbitro: | Longhi (Roma) |

|              |           |  |
| De Biasi 78’ | Marcatori |  |

| Arbitro: | Magni (Bergamo) |

|           |           |             |
| Caneo 23’ | Marcatori | 56’ Barbana |

| Arbitro: | Menegali (Roma) |

|                           |           |          |
| Cantarutti 3’ Barbana 42’ | Marcatori | 64’ Riva |

| Arbitro: | Vitali (Bologna) |

|  |           |                 |
|  | Marcatori | 83’ Bergamaschi |

| Arbitro: | Milan (Treviso) |

|             |           |  |
| Cannata 80’ | Marcatori |  |

| Pisa 6 gennaio 1980 16ª giornata | Pisa             | 0 – 0 | Bari | Stadio Arena Garibaldi\| Arbitro: \| Castaldi (Vasto) \| |
| Arbitro:                         | Castaldi (Vasto) |       |      |                                                          |

| Arbitro: | D'Elia (Salerno) |

|           |           |  |
| Piras 22’ | Marcatori |  |

| Arbitro: | Michelotti (Parma) |

|          |           |  |
| Loddi 6’ | Marcatori |  |

| Arbitro: | Benedetti (Roma) |

|                  |           |  |
| Bacci 73’ (rig.) | Marcatori |  |

#### Girone di ritorno
| Arbitro: | Magni (Bergamo) |

|               |           |  |
| Gibellini 43’ | Marcatori |  |

| Arbitro: | Vitali (Bologna) |

|  |           |               |
|  | Marcatori | 17’ D'Ottavio |

| Pistoia 17 febbraio 1980 22ª giornata | Pistoiese        | 0 – 0 | Pisa | Stadio Comunale\| Arbitro: \| Paparesta (Bari) \| |
| Arbitro:                              | Paparesta (Bari) |       |      |                                                   |

| Arbitro: | Menegali (Roma) |

|  |           |                    |
|  | Marcatori | 82’ (rig.) Chiorri |

| Terni 2 marzo 1980 24ª giornata | Ternana           | 0 – 0 | Pisa | Stadio Libero Liberati\| Arbitro: \| Falzier (Treviso) \| |
| Arbitro:                        | Falzier (Treviso) |       |      |                                                           |

| Arbitro: | Ciulli (Roma) |

|  |           |               |
|  | Marcatori | 82’ Nicoletti |

| Arbitro: | Milan (Treviso) |

|  |           |                 |
|  | Marcatori | 80’ V. Graziani |

| Arbitro: | Magni (Bergamo) |

|                                                   |           |  |
| Quarella 2’ F. Rossi 27’ Cannata 60’ Chierico 90’ | Marcatori |  |

| Arbitro: | Prati (Parma) |

|                        |           |                 |
| Tatti 47’ Acanfora 81’ | Marcatori | 67’ V. Graziani |

| Arbitro: | Facchin (Udine) |

|                 |           |  |
| De Stefanis 82’ | Marcatori |  |

| Arbitro: | Reggiani (Bologna) |

|                    |           |  |
| Iachini 36’ (aut.) | Marcatori |  |

| Arbitro: | Longhi (Roma) |

|                             |           |  |
| Bergamaschi 43’ Cannata 79’ | Marcatori |  |

| Arbitro: | Magni (Bergamo) |

|                 |           |               |
| De Bernardi 90’ | Marcatori | 19’ Contratto |

| Arbitro: | D'Elia (Salerno) |

|  |           |                 |
|  | Marcatori | 1’ (aut.) Miele |

| Bergamo 11 maggio 1980 34ª giornata | Atalanta        | 0 – 0 | Pisa | Stadio Comunale\| Arbitro: \| Lattanzi (Roma) \| |
| Arbitro:                            | Lattanzi (Roma) |       |      |                                                  |

| Arbitro: | Mattei (Macerata) |

|                              |           |  |
| Sasso 17’ (rig.) Ronzani 86’ | Marcatori |  |

| Arbitro: | Longhi (Roma) |

|                |           |  |
| Cantarutti 14’ | Marcatori |  |

| Arbitro: | Agnolin (Bassano del Grappa) |

|          |           |                |
| Nela 35’ | Marcatori | 79’ Cantarutti |

| Arbitro: | Casarin (Milano) |

|                |           |  |
| Cantarutti 80’ | Marcatori |  |

### Coppa Italia

#### Fase a gironi
| Arbitro: | Prati (Parma) |

|                                    |           |                                      |
| Ghedin 33’ Boni 51’ Di Michele 82’ | Marcatori | 6’ Di Prete 85’ (aut.) E. Pellegrini |

| Arbitro: | Ciulli (Roma) |

|             |           |                           |
| Barbana 73’ | Marcatori | 30’ Chiodi 84’ A. Maldera |

| Arbitro: | Michelotti (Parma) |

|  |           |               |
|  | Marcatori | 9’, 73’ Russo |

| 5 settembre 1979 4ª giornata |  | – Turno riposo Pisa |  |  |

| Arbitro: | Facchin (Udine) |

|                                  |           |  |
| Pallavicini 62’, 75’ Tosetto 90’ | Marcatori |  |

## Statistiche

### Statistiche di squadra
| Competizione | Punti | In casa | In casa | In casa | In casa | In casa | In casa | In trasferta | In trasferta | In trasferta | In trasferta | In trasferta | In trasferta | Totale | Totale | Totale | Totale | Totale | Totale | DR |
| Competizione | Punti | G       | V       | N       | P       | Gf      | Gs      | G            | V            | N            | P            | Gf           | Gs           | G      | V      | N      | P      | Gf     | Gs     | DR |
| ------------ | ----- | ------- | ------- | ------- | ------- | ------- | ------- | ------------ | ------------ | ------------ | ------------ | ------------ | ------------ | ------ | ------ | ------ | ------ | ------ | ------ | -- |
| Serie B      | 36    | 19      | 10      | 4       | 5       | 19      | 7       | 19           | 2            | 8            | 9            | 6            | 17           | 38     | 12     | 12     | 14     | 25     | 24     | +1 |
| Coppa Italia | 0     | 2       | 0       | 0       | 2       | 1       | 4       | 2            | 0            | 0            | 2            | 2            | 6            | 4      | 0      | 0      | 4      | 3      | 10     | -7 |
| Totale       |       | 21      | 10      | 4       | 7       | 20      | 11      | 21           | 2            | 8            | 11           | 8            | 23           | 42     | 12     | 12     | 18     | 28     | 34     | -6 |

### Statistiche dei giocatori
| Giocatore       | Serie B  | Serie B | Serie B     | Serie B    | Coppa Italia | Coppa Italia | Coppa Italia | Coppa Italia | Totale   | Totale | Totale      | Totale     |
| Giocatore       | Presenze | Reti    | Ammonizioni | Espulsioni | Presenze     | Reti         | Ammonizioni  | Espulsioni   | Presenze | Reti   | Ammonizioni | Espulsioni |
| --------------- | -------- | ------- | ----------- | ---------- | ------------ | ------------ | ------------ | ------------ | -------- | ------ | ----------- | ---------- |
| G. Barbana      | 26       | 3       | ?           | ?          | ?            | ?            | ?            | ?            | 26+      | 3+     | ?           | ?          |
| R. Bergamaschi  | 33       | 3       | ?           | ?          | ?            | ?            | ?            | ?            | 33+      | 3+     | ?           | ?          |
| E. Cannata      | 30       | 3       | ?           | ?          | ?            | ?            | ?            | ?            | 30+      | 3+     | ?           | ?          |
| A. Cantarutti   | 24       | 6       | ?           | ?          | ?            | ?            | ?            | ?            | 24+      | 6+     | ?           | ?          |
| O. Chierico     | 27       | 1       | ?           | ?          | ?            | ?            | ?            | ?            | 27+      | 1+     | ?           | ?          |
| W. Ciappi       | 38       | -24     | ?           | ?          | ?            | ?            | ?            | ?            | 38+      | -24+   | ?           | ?          |
| R. Contratto    | 37       | 1       | ?           | ?          | ?            | ?            | ?            | ?            | 37+      | 1+     | ?           | ?          |
| S. D'Alessandro | 38       | 0       | ?           | ?          | ?            | ?            | ?            | ?            | 38+      | 0+     | ?           | ?          |
| C. Di Prete     | 20       | 1       | ?           | ?          | ?            | ?            | ?            | ?            | 20+      | 1+     | ?           | ?          |
| V. Graziani     | 28       | 2       | ?           | ?          | ?            | ?            | ?            | ?            | 28+      | 2+     | ?           | ?          |
| F. Loddi        | 13       | 1       | ?           | ?          | ?            | ?            | ?            | ?            | 13+      | 1+     | ?           | ?          |
| R. Miele        | 28       | 0       | ?           | ?          | ?            | ?            | ?            | ?            | 28+      | 0+     | ?           | ?          |
| T. Quarella     | 11       | 1       | ?           | ?          | ?            | ?            | ?            | ?            | 11+      | 1+     | ?           | ?          |
| F. Rapalini     | 26       | 0       | ?           | ?          | ?            | ?            | ?            | ?            | 26+      | 0+     | ?           | ?          |
| F. Rossi        | 25       | 1       | ?           | ?          | ?            | ?            | ?            | ?            | 25+      | 1+     | ?           | ?          |
| A. Savoldi      | 11       | 0       | ?           | ?          | ?            | ?            | ?            | ?            | 11+      | 0+     | ?           | ?          |
| A. Vianello     | 38       | 0       | ?           | ?          | ?            | ?            | ?            | ?            | 38+      | 0+     | ?           | ?          |